# Concerto per pianoforte e orchestra n. 2 (Brahms)
Il concerto per pianoforte e orchestra n. 2 Op. 83 in Si bemolle maggiore, portato a termine nel 1881, per la sua difficoltà tecnica e la sua scrittura non ortodossa è considerato uno dei più difficili di tutto il repertorio concertistico correntemente eseguito (assieme al secondo concerto di Prokof'ev e il terzo concerto di Rachmaninov). Il solista e l'orchestra sono uniti in un dialogo sempre assai teso ed espressivo, in un crescendo profondamente romantico e l'esecutore deve superare alcune delle difficoltà più ardue che si conoscano nella letteratura pianistica.

## Storia
Dedicato al suo caro amico e maestro Eduard Marxsen, che era stato guida solerte degli studi di Brahms ad Amburgo, il concerto venne composto a più di vent'anni di distanza dal precedente Concerto per pianoforte e orchestra in re minore (op. 15), dal quale è profondamente diverso nell'impianto e nel carattere dei temi, che riecheggiano melodie del folklore tedesco.

## Analisi del Concerto
Il concerto è articolato in quattro tempi, in luogo dei tre tradizionali. 

### I - Allegro non troppo
Si bemolle maggiore
Le prime note dell'"Allegro non troppo" introducono un trasognato tema dei corni. A questo subentra ben presto il travaglio della passione: la delicatezza dei fiati e del piano incipienti sono turbati da un improvviso cambio di scena e dalla repentina drammatizzazione dei toni.

### II - Allegro appassionato
Re minore
L'"Allegro appassionato" inquieta ulteriormente l'atmosfera del brano, dando la stura ad una dicotomia agitata e vibrante tra pianoforte e orchestra che trasportano l'uditorio in un itinerario di continua esagitazione e concitazione emozionale.

### III - Andante
Si bemolle maggiore
Scenari ancora più drammatici si addensano fino alla pace dei toni nell'aprirsi della quiete portata dall'"Andante", ammansito dall'ipnosi di un violoncello che, successivamente, si esibisce in un duetto in crescendo con il pianoforte, fino all'arrivo, di nuovo, alla calma delle note iniziali.

### IV - Allegretto grazioso
Si bemolle maggiore
Con l'"Allegretto grazioso" un'inconsueta aria di allegria investe il brano, con un rapido susseguirsi di festosi temi che sembrano giustapposti in forma di rondò allo scopo di controbilanciare la melanconia e insieme l'inquietudine drammaticamente appassionata dei precedenti movimenti.

## Maggiori interpretazioni
- Arthur Rubinstein con Eugene Ormandy e la Philadelphia Orchestra, e le incisioni precedenti con Albert Coates (prima registrazione assoluta, 1929), Charles Munch, Josef Krips
- Krystian Zimerman e Leonard Bernstein con i Wiener Philharmoniker
- Edwin Fischer e Wilhelm Furtwängler con i Berliner Philharmoniker
- Artur Schnabel con Adrian Boult e la BBC Symphony Orchestra
- Wilhelm Backhaus con Karl Böhm e l'Orchestra Filarmonica di Vienna
- Svjatoslav Richter con Erich Leinsdorf e la Chicago Symphony Orchestra, e la registrazione precedente con Yevgeny Mravinsky
- Ėmil' Gilel's con Eugen Jochum e i Berliner Philharmoniker, e la registrazione precedente con Fritz Reiner
- Claudio Arrau con Bernard Haitink e l'Orchestra reale del Concertgebouw
- Vladimir Horowitz con Arturo Toscanini e la NBC Symphony Orchestra
- Leon Fleisher con George Szell e l'Orchestra di Cleveland
- Géza Anda con Herbert von Karajan assieme ai Berliner Philharmoniker, e la registrazione precedente con Ferenc Fricsay
- Maurizio Pollini con Claudio Abbado e  i Wiener Philharmoniker, e la registrazione successiva con lo stesso direttore e i Berliner Philharmoniker
- Stephen Kovacevich con Sir Colin Davis e la London Symphony Orchestra
- Van Cliburn con Kiril Kondrashin e l'Orchestra filarmonica di Mosca
- Svjatoslav Richter e Sir John Barbirolli e la Bucarest Philharmonic Orchestra